# Rio Gameleira (vattendrag i Brasilien, Maranhão, lat -4,50, long -43,73)
Rio Gameleira är ett vattendrag i Brasilien.   Det ligger i delstaten Maranhão, i den östra delen av landet, 1 300 km norr om huvudstaden Brasília.
Omgivningarna runt Rio Gameleira är huvudsakligen savann. Runt Rio Gameleira är det glesbefolkat, med 13 invånare per kvadratkilometer.